# Epithalamus
Epithalamus je jedním z oddílů mezimozku (diencephalon).

## Anatomie
Epitalamus tvoří:
- epifýza (šišinka, corpus pineale)
- zadní epitalamické komisury
- jádra habenuly

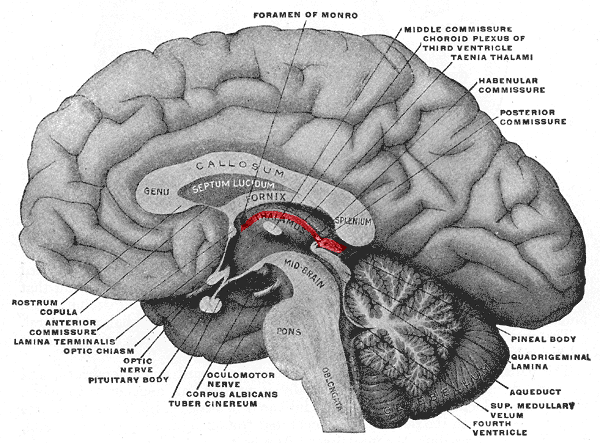
Anatomie epitalamu.

- habenulo-interpedunkulární dráha (fasciculus retroflexus)

Přídavné struktury kolem mozkových komor - okolokomorové (circumventrikulární) orgány :
- organum subfornicale
- organum subcommissurale
- pretektální jádra

## Fyziologie a patofyziologie

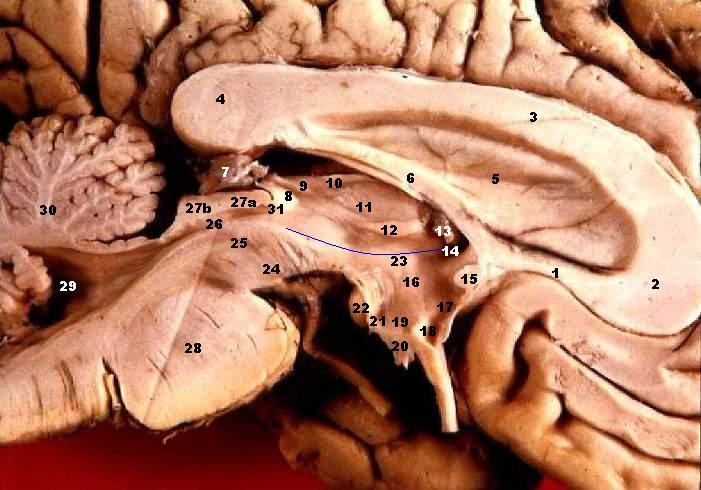
Popis struktur v oblasti mezimozku a středního mozku.

Corpus pineale (šišinka, epifýza) je neuroendokrinní žláza, ve které je vysoká koncentrace noradrenalinu, serotoninu a z něj vznikajícího melatoninu. Melatonin ve zvýšené koncentraci způsobuje atrofii vaječníků (u hlodavců) a mění ovariální cyklus. Melatonin také ovlivňuje cirkadiánní rytmy tím, že navozuje pocit ke spánku. Jeho produkce je nejvyšší za tmy. Indikátorem této cirkadiánní rytmicity je hladina enzymu N-acetyltransferázy, která váže acetylovou skupinu na molekulu serotoninu, čímž vzniká melatonin. Při poškození epifýzy v době před dospíváním dochází u chlapců k urychlení puberty.
Nuclei habenula lateralis et medialis (postranní a střední habenulární jádra) se nachází na spodině trigonum habenulae. U nich končí vlákna stria medullaris a vychází z nich habenulo-interpedunkulární dráha (fasciculus retroflexus) do interpedunkulárních jader. Tyto oblasti mozku jsou zapojeny do cholinergních a katecholaminergních mechanismů.
Commissura epithalamica posterior (zadní spojení nadvěsku mozkového) představuje zkřížení vláken z mezimozku a středního mozku před stopkou epifýzy.
Organum subformicale et organum subcommisurrale, jakožto okolokomorové orgány, jsou místem styku a výměny neurohumorálních působků mezimozku s krevním oběhem.